# RPG-7
| RPG-7                                       | RPG-7                                                                    |
| RPG-7 Granatwerfer                          | RPG-7 Granatwerfer                                                       |
| Allgemeine Information                      | Allgemeine Information                                                   |
| ------------------------------------------- | ------------------------------------------------------------------------ |
| Name:                                       | RPG-7                                                                    |
| Militärische Bezeichnung:                   | 6G3 (GRAU-Index)                                                         |
| Land:                                       | Sowjetunion                                                              |
| Produktionsperiode:                         | ab 1961                                                                  |
| Maße                                        |                                                                          |
| Gesamtlänge:                                | 1000 mm                                                                  |
| Länge Rohr:                                 | 953 mm                                                                   |
| Gewicht: (ungeladen)                        | 6,30 kg (ohne optischem Visier)                                          |
| Gewicht Granate: (mit maximaler Ausrüstung) | 2,00 kg                                                                  |
| Technische Daten                            |                                                                          |
| Kaliber Rohr:                               | 40 mm                                                                    |
| Kaliber Granate:                            | 85 mm                                                                    |
| Funktionsweise:                             | reaktive (rückstoßfreie) Waffe zum Verfeuern von Panzergranaten Typ PG-7 |
| Visierreichweite:                           | 500 m                                                                    |
| Effektive Kampfentfernung:                  | 350 m                                                                    |
| Feuergeschwindigkeit:                       | 4–6 Schuss/min                                                           |
| Mündungsgeschwindigkeit der Granate (V0):   | 120 m/s                                                                  |

Die RPG-7 ist eine reaktive Panzerbüchse, die in der Sowjetunion entwickelt wurde. Aufgrund ihrer einfachen und zuverlässigen Bauweise und ihres geringen Preises wurde sie zur am weitesten verbreiteten Panzerabwehrwaffe der Welt. Schätzungen aus dem Jahr 2002 gehen von mehr als 9 Millionen gebauten Exemplaren aus.
Die Abkürzung steht für rutschnoi protiwotankowy granatomjot, russisch ручной противотанковый гранатомёт, zu Deutsch etwa Hand-antipanzer-Granatwerfer. Das englischsprachige „Rocket-Propelled Grenade“ ist ein Backronym.

## Entwicklung
Die RPG-7 ist das Nachfolgemodell der RPG-2. Die Verbesserungen umfassten einen zweiten Haltegriff, ein optisches Visier und ein konisches Rohrende, das als Diffusor wirkt. Es erleichtert das Entweichen der Verbrennungsgase und vermindert den hinter der Waffe einzuhaltenden Sicherheitsabstand gegenüber Haus- oder Grabenwänden sowie den Rückstoß. Das Abschussrohr ist teilweise mit Holz ummantelt, um den Schützen vor Hitze zu schützen.

## Funktion
Vor dem Abfeuern wird die hülsenförmige Treibladung an die Granate geschraubt und von vorn in das Rohr eingeführt. Dann wird die Waffe gespannt, gezielt und ausgelöst. Der Hahn schlägt auf einen Schlagbolzen, der die in die Starttreibladung integrierte Zündkapsel trifft und diese zündet. Die Abbrandgase treiben die Granate aus dem Rohr und die vier Flügel-Stabilisatoren klappen aus. Nach zehn Metern Flug zündet der Feststoffraketenmotor (Kaltstart), die Granate wird scharfgemacht und beschleunigt auf etwa 300 m/s (1080 km/h). Trifft die Granate innerhalb von vier bis sechs Sekunden ein hartes Ziel, löst das Piezoelement in der Spitze über den Bodenzünder die Detonation aus. Andernfalls zündet der Verzögerungssatz der Selbstzerlegeeinrichtung den Gefechtskopf.

## Einsatz

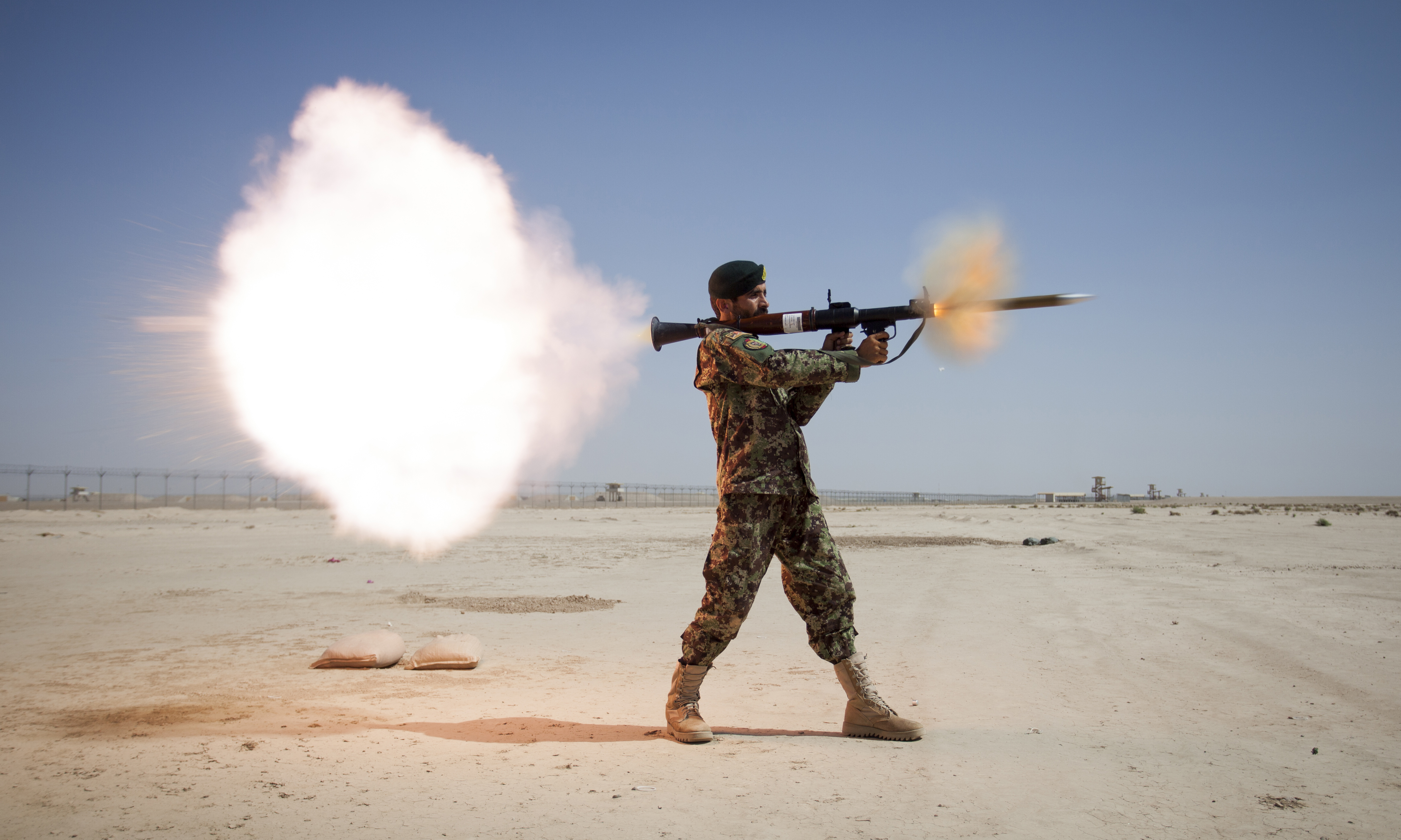
Soldat der afghanischen Nationalarmee feuert eine RPG-7 ab

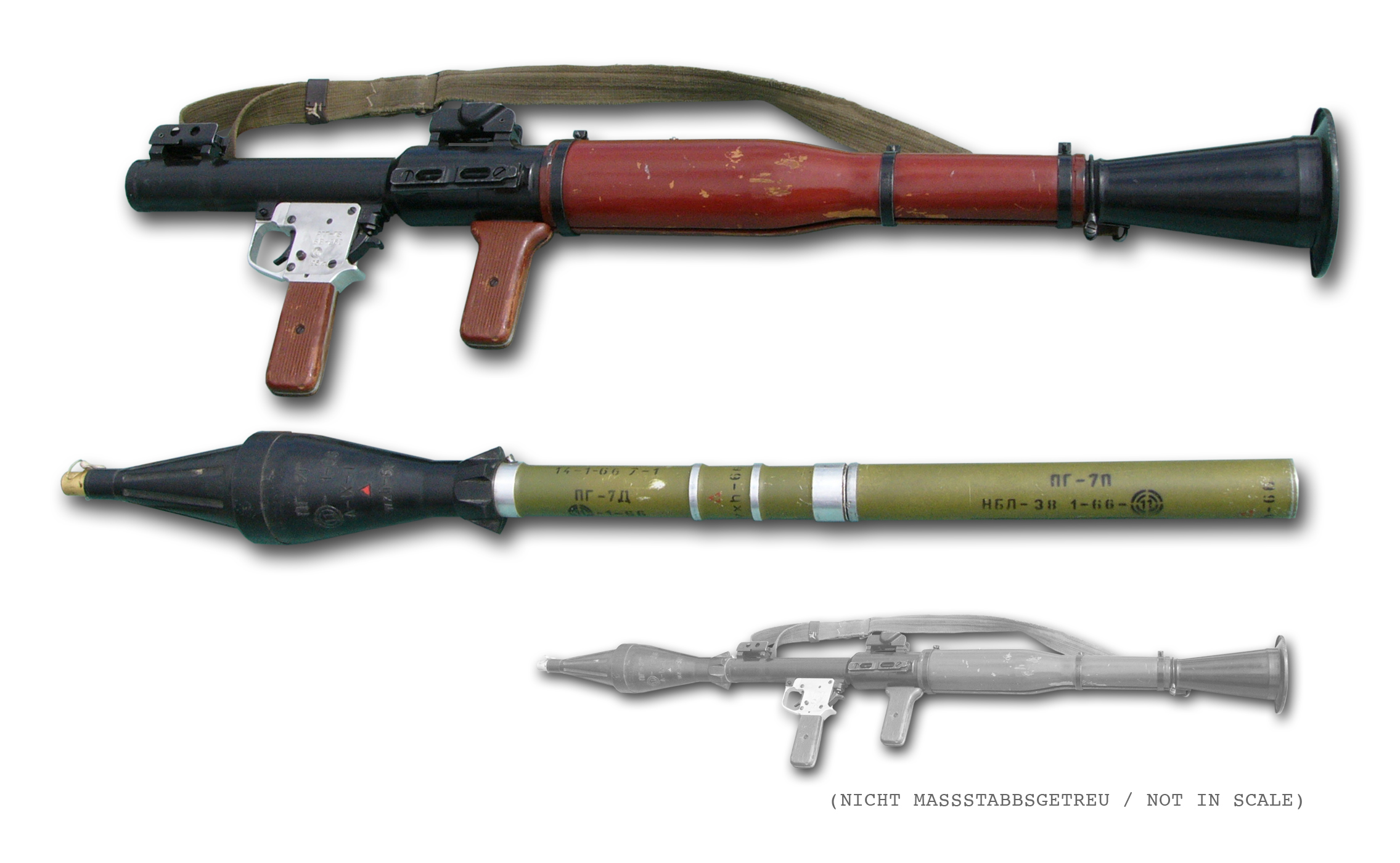
RPG 7 mit Gefechtsgranate

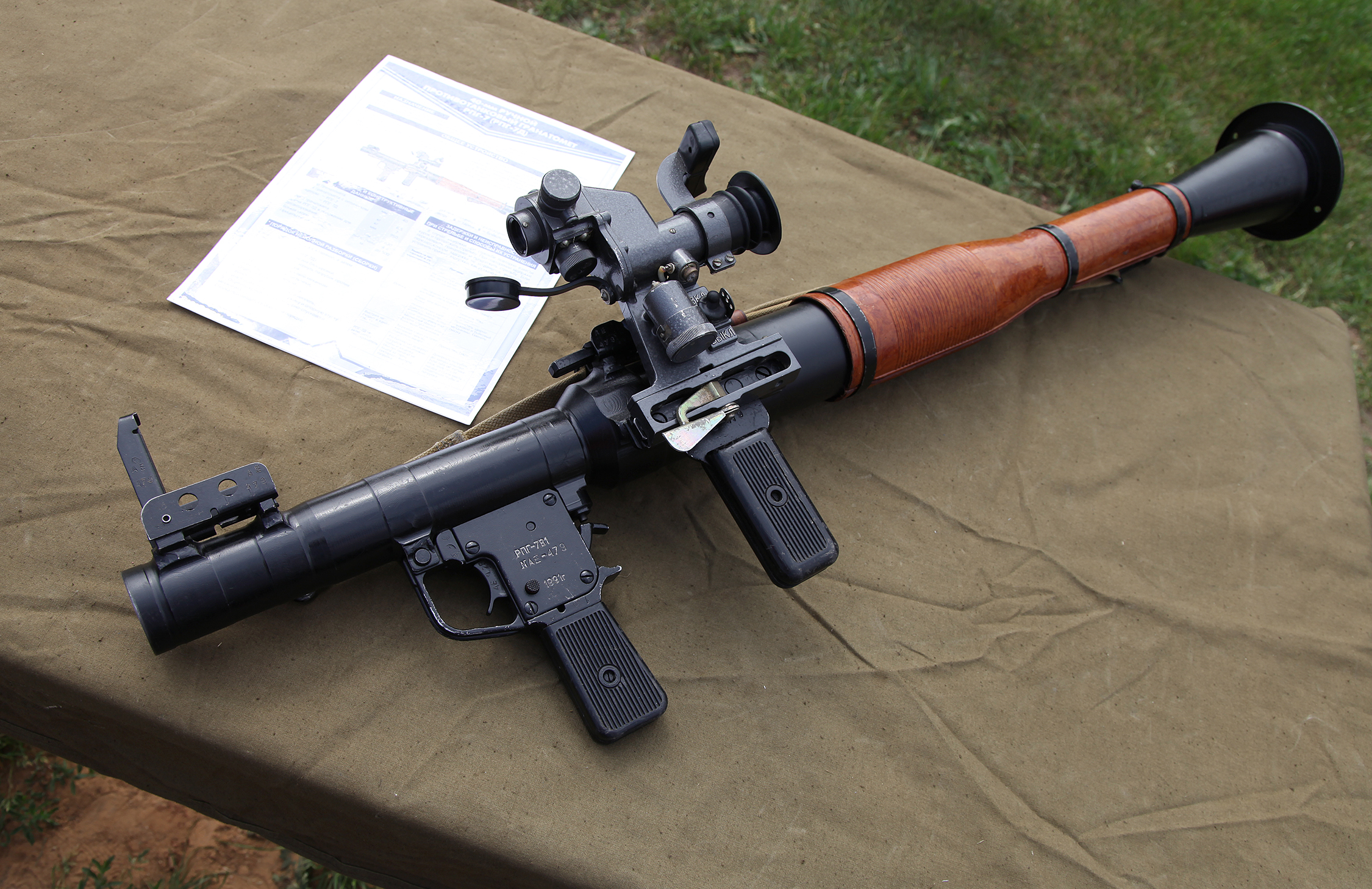
RPG-7V1 mit optischen Visier PGO-7

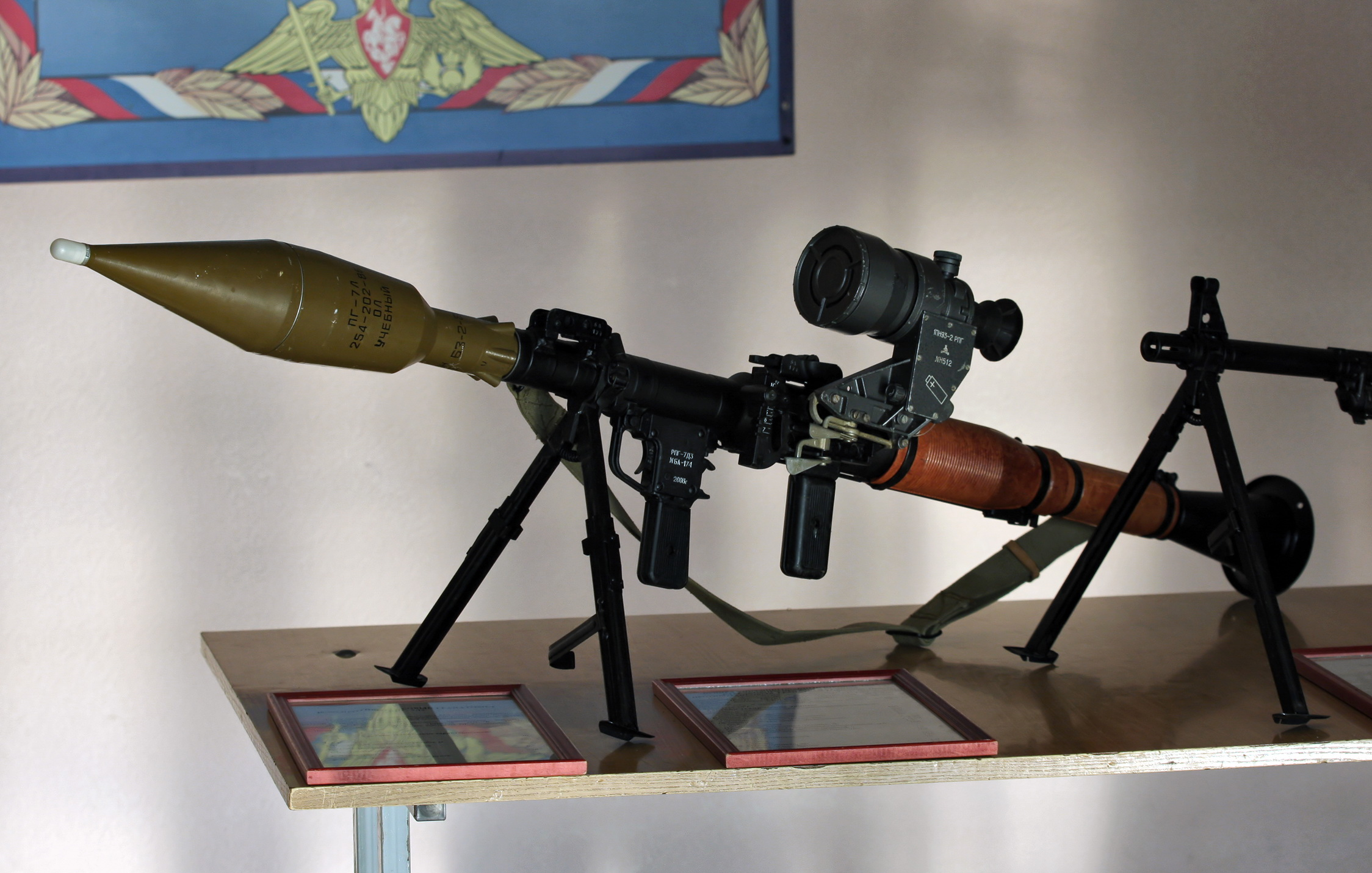
RPG-7D3

Der geringe Preis und die Verfügbarkeit der Waffe in großen Mengen machen sie neben der Kalaschnikow zu einem bevorzugten Mittel der asymmetrischen Kriegführung.
Obwohl primär zum Einsatz gegen gepanzerte Ziele gedacht, kann die RPG-7 auch als improvisierte Flugabwehrwaffe gegen Helikopter eingesetzt werden, was erstmals wirkungsvoll in Vietnam praktiziert wurde. Während des Vietnamkriegs wurden 128 amerikanische Hubschrauber mit RPG-2 und RPG-7 abgeschossen. In jüngerer Vergangenheit verlor das US-Militär mehrere Hubschrauber durch RPG-Beschuss, wie in der Schlacht von Mogadischu oder im Irakkrieg. Während des Kriegs in Afghanistan und des Irakkriegs wurden mehrere Boeing-Vertol CH-47 vernichtet (siehe Liste von Luftfahrt-Zwischenfällen und Abschüssen von Luftfahrzeugen im Afghanistankrieg). Auch während der Bürgerkriege und bewaffneten Konflikte in Afrika und Asien wurden Hubschrauber und Flugzeuge durch RPG abgeschossen – z. B. eine südrhodesische Douglas C-47A in Mosambik am 30. Mai 1977 und eine libysche Lockheed C-130 in Uganda am 7. April 1979 sowie einige sowjetische Helikopter in Afghanistan.

## Wirkung
Der klassische Gefechtskopf der RPG-7-Granate besteht aus einer Hohlladung, die bis zu 300 Millimeter Panzerstahl durchschlagen kann.
Als Sprengstoff wurde zunächst A-IX-1 und später OKFOL verwendet.
Speziell für den Häuserkampf wurde der TBG-7W-Aerosol-Gefechtskopf entwickelt, der zuerst mit einer kleinen Ladung ein feinverteiltes Brennstoff-Luft-Gemisch erzeugt, das anschließend entzündet wird.
Eine 40-mm-Splittergranate trägt die Bezeichnung OG-7W.

## Herstellungsländer
Die RPG-7 wurde 1961 in der Sowjetunion entwickelt und u. a. im Degtjarjowwerk in Serie hergestellt. Bald darauf wurden in weiteren Staaten ähnliche Modelle in Lizenz produziert, darunter Volksrepublik China, Iran, Rumänien, Pakistan, Bulgarien und vor 1991 auch im Irak. Aus diesen Staaten stammen auch die Bezeichnungen RPG-16 oder RPG-22. Unter dem Namen PSRL-1 stellt AirTronic USA eine unlizenzierte Kopie der RPG-7 her. Diese Waffe wird als deutlich robuster und präziser als ihr sowjetisches Vorbild beworben und soll bereits mehrmals vom US-Militär gekauft worden sein.
Die Waffe wurde in großen, vermutlich sechsstelligen Stückzahlen produziert, ist in über 40 Ländern verbreitet und soll teilweise auch auf dem Schwarzmarkt gehandelt werden.

## Varianten
Die Varianten der RPG-7 unterscheiden sich hauptsächlich durch unterschiedliche Gefechtsköpfe. Bei der Fallschirmjägerversion RPG-7D kann das Rohr in zwei ungefähr gleich lange Teile zerlegt werden.
| Herstellerland      | Name       | Typ                   | Gewicht (kg) | Durch- messer (mm) | Reich- weite (m) | Pene- tration (mm RHA) | Wirkungs- radius (m) |
| ------------------- | ---------- | --------------------- | ------------ | ------------------ | ---------------- | ---------------------- | -------------------- |
| Sowjetunion         | PG-7       | Monoblock- Hohlladung | 002,3        | 73                 | 300              | 280                    | –                    |
| Sowjetunion         | PG-7M      | Monoblock- Hohlladung | 001,98       | 70                 | 300              | 300                    | –                    |
| Sowjetunion         | PG-7W      | Monoblock- Hohlladung | 002,3        | 85                 | 300              | 330                    | –                    |
| Sowjetunion         | PG-7WL     | Monoblock- Hohlladung | 002,6        | 93                 | 300              | 500–550                | –                    |
| Sowjetunion         | PG-7WN     | Monoblock- Hohlladung | 00?          | 70                 | 500              | 400                    | –                    |
| Sowjetunion         | PG-7WR     | Tandem-Hohlladung     | 004,5        | 105                | 200              | 600–700                | –                    |
| Sowjetunion         | OG-7W      | Splitter              | 002,1        | 40                 | 1000             | –                      | 150                  |
| Sowjetunion         | TBG-7W     | Thermobar             | 004,5        | 105                | 300              | –                      | 10–15                |
| Rumänien            | PG-7WM     | Monoblock-Hohlladung  | 00?          | 71                 | 500              | 300–330                | –                    |
| Rumänien            | PG-7WS     | Hohlladung & Splitter | 002,0        | 71                 | 500              | 250                    | 10                   |
| Rumänien            | PG-7PGI    | Brandstoff            | 00?          | 70                 | 300              | –                      | 6–10                 |
| Rumänien            | PG-7PG-I   | Brandstoff            | 00?          | 70                 | 500              | –                      | 6–10                 |
| Bulgarien           | PG-7WLT    | Tandem-Hohlladung     | 002,9        | 93                 | 300              | 460                    | –                    |
| Bulgarien           | OG-7WM     | Splitter              | 002,1        | 40                 | 700              | –                      | 150                  |
| Bulgarien           | OG-7WM3    | Splitter              | 00?          | 40                 | 900              | –                      | –                    |
| Bulgarien           | OG-7G/E    | Splitter              | 002,1        | 40                 | 1000             | –                      | 150                  |
| Bulgarien           | OFG-7WE    | Splitter              | 002,1        | 40                 | 2000             | –                      | –                    |
| Bulgarien           | KO-7W      | Hohlladung & Splitter | 002,1        | 90                 | 260              | 260                    | 10–15                |
| Bulgarien           | GTB-7BG    | Thermobar             | 004,7        | –                  | 200              | –                      | 15                   |
| Volksrepublik China | Typ 69     | Monoblock- Hohlladung | 002,2        | 85                 | 300              | 110/65°                | –                    |
| Volksrepublik China | Typ 69-1   | Monoblock- Hohlladung | 002,2        | 85                 | 300              | 150/65°                | –                    |
| Volksrepublik China | Typ 69-2   | Monoblock- Hohlladung | 002,9        | 94                 | 200              | 180/65°                | –                    |
| Volksrepublik China | Typ 69-3   | Monoblock- Hohlladung | 002,3        | 94                 | 290              | 180/65°                | –                    |
| Volksrepublik China | Typ 84     | Monoblock- Hohlladung | 001,8        | 85                 | 350              | 180/65°                | –                    |
| Volksrepublik China | Typ 84-1   | Hohlladung & Splitter | 002,7        | 92                 | 1800             | 150/60°                | 20                   |
| Volksrepublik China | Typ 84-2   | Brandstoff & Splitter | 002,7        | 76                 | 1500             | –                      | 15                   |
| Volksrepublik China | Typ 69-1F  | Splitter              | 002,1        | 75                 | 1500             | –                      | 15–20                |
| Slowakei            | RPG-7M110  | Tandem-Hohlladung     | 00?          | 110                | 250              | 700                    | –                    |
| Slowakei            | RPG-7V110  | Brandstoff & Splitter | 00?          | 110                | 250              | –                      | –                    |
| Iran                | NAFEZ-1    | Monoblock-Hohlladung  | 002,7        | 85                 | 350              | 500                    | –                    |
| Iran                | NAFEZ-2    | Tandem-Hohlladung     | 00?          | –                  | 300              | 350                    | –                    |
| Ägypten             | SAKR Cobra | Monoblock- Hohlladung | 002,2        | –                  | 500              | 500                    | –                    |
| Ägypten             | SAKR PG-7  | Monoblock- Hohlladung | 002,3        | 85                 | 500              | 260                    | –                    |

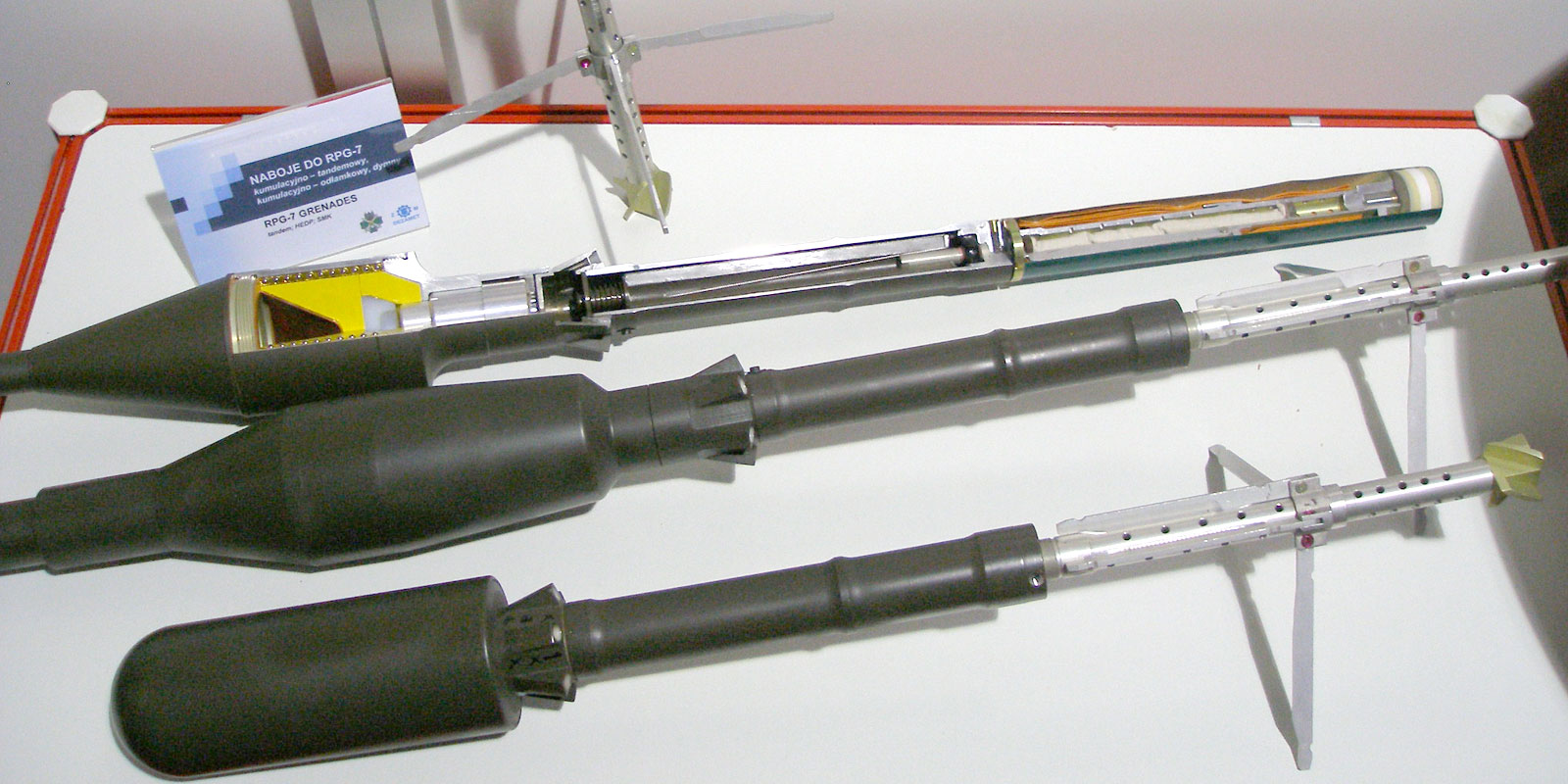
Diverse Gefechtsgranaten für die RPG-7
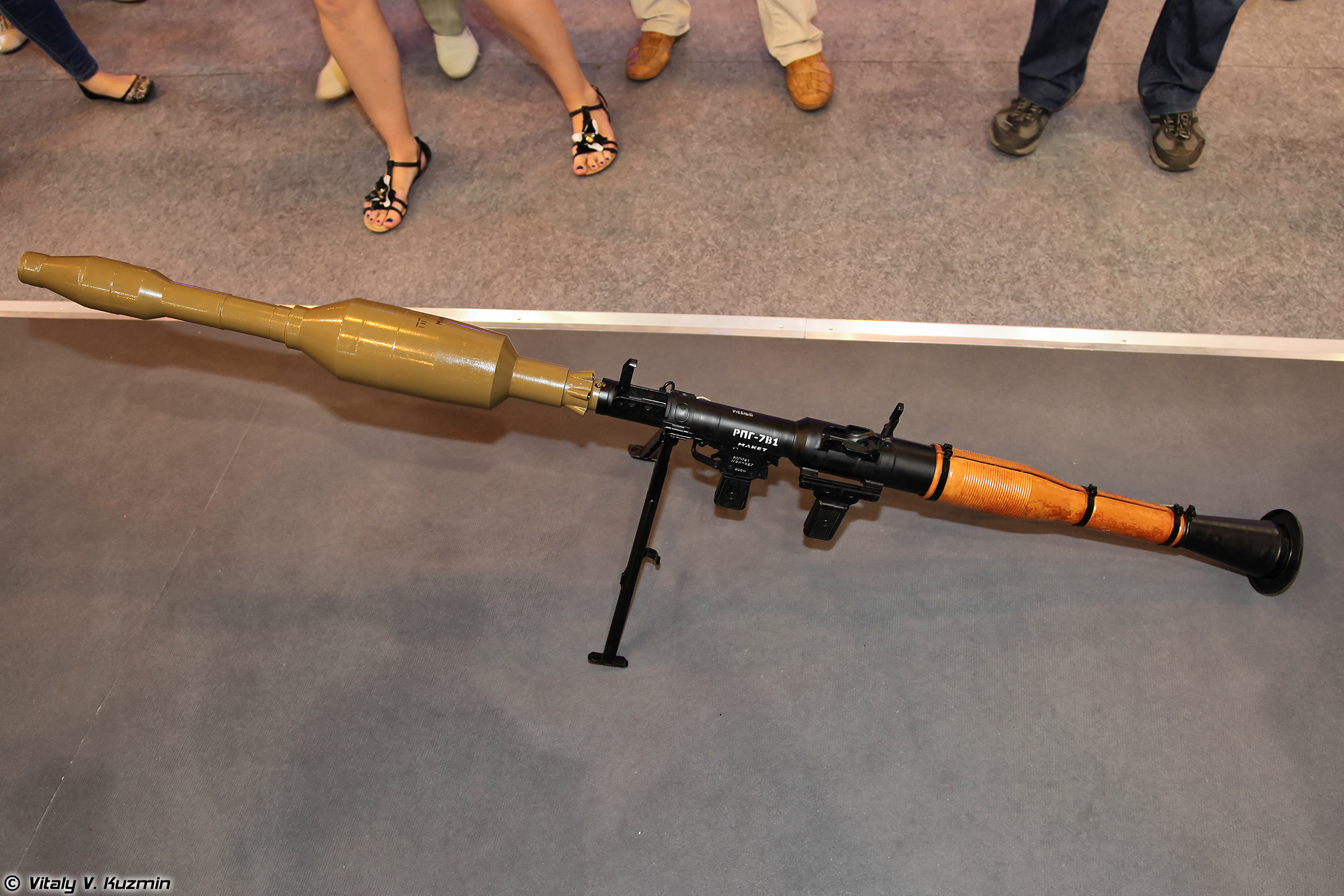
RPG-7V1 mit Tandemhohlladungs-Granate
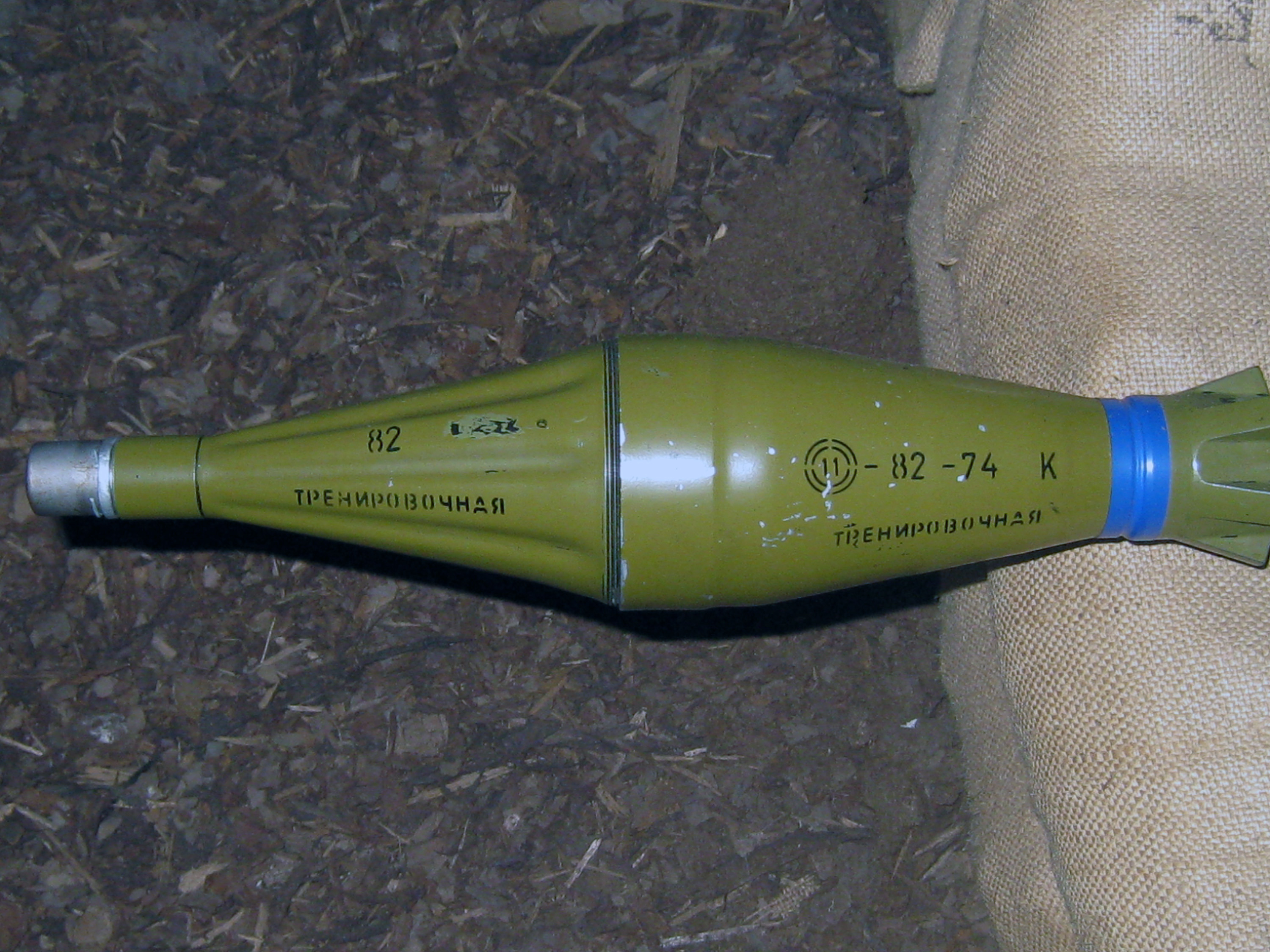
Übungsmunition für RPG-7
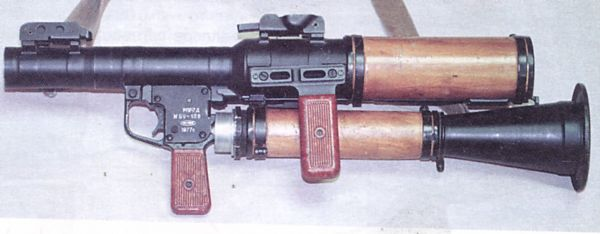
RPG-7D (D für „Desantnik“ (russisch – Fallschirmjäger)) konnte für Sprung in zwei Teile zerlegt werden. Diese Waffe wurde nur von der NVA verwendet